# Arne Kertész
Arne Kertész (* 1997 in Bornheim/Rheinland) ist ein deutscher Schauspieler.

## Leben
Arne Kertész, aufgewachsen in einer Künstlerfamilie, erkannte seine Leidenschaft für das Schauspiel in der Oberstufe während eines Schauspielkurses. Nach seinem Abitur wurde er an der Filmuniversität Babelsberg Konrad Wolf aufgenommen, wo er von 2016 bis 2020 studierte. Bereits während seines Studiums trat er in verschiedenen Theaterproduktionen auf und begann, in Kurzfilmen und Fernsehserien mitzuspielen.
Nach dem Studium erschien er in mehreren bedeutenden deutschen TV-Produktionen, darunter Großstadtrevier, Tatort und Warten auf’n Bus, welche ihm überregionale Anerkennung einbrachten. Die Produktion Warten auf’n Bus wurde 2020 für den Deutschen Fernsehpreis nominiert. Weitere bemerkenswerte Auftritte hatte er in SOKO Leipzig, Morden im Norden und Gestern waren wir noch Kinder.
Im Jahr 2024 wurde Kertész in der Rolle des Medizinstudenten Oliver Probst zusammen mit Jakob D’Aprile, Linda Kummer und Olivia Papoli-Barawati Teil der Stammbesetzung der Fernsehserie In aller Freundschaft – Die jungen Ärzte.
Arne Kertész lebt in Hannover. Seine Münchner Großeltern, Gisela Stein und Wolfgang Hinze, waren erfolgreiche Theaterschauspieler, während seine ungarischen Großeltern, István und Edith Kertész, als Dirigent und Opernsängerin vor allem in Köln und später international tätig waren.

## Filmografie (Auswahl)
- 2019: Großstadtrevier (Fernsehserie)
- 2019: Tatort: Die Nacht gehört dir (Fernsehfilm)
- 2019: Warten auf’n Bus (Fernsehserie)
- 2021: Neben der Spur ist auch ein Weg (Fernsehfilm)
- 2021: SOKO Leipzig (Fernsehserie)
- 2021: Loving Her (ZDFneo)
- 2021: Morden im Norden – Harte Kerle (Fernsehfilm)
- 2021: In aller Freundschaft – Die jungen Ärzte (Fernsehserie, Episodenrolle in der Folge 263 "Vergissmeinnicht")
- 2021: Mordach (Fernsehfilm)
- 2022: Gestern waren wir noch Kinder (Fernsehfilm)
- 2022: Abendland (Kinofilm)[7]
- 2024: Morden im Norden – Harte Kerle
- seit 2024: In aller Freundschaft – Die jungen Ärzte (Fernsehserie, Serienhauptrolle)